# Francesco Pisano
Francesco Pisano (Cagliari, 29 april 1986) is een Italiaans voormalig voetballer die doorgaans speelde als rechtsback. Tussen 2004 en 2022 was hij actief voor Cagliari, Bolton Wanderers, Avellino en Olbia.

## Carrière
Pisano stroomde in 2004 door vanuit de jeugd van Cagliari. Hij werd in het seizoen 2003/04 bij het eerste elftal gehaald, dat toen nog uitkwam in de Serie B, maar dat jaar promoveerde naar de Serie A. Zijn competitiedebuut volgde op 26 september 2004. Tijdens een 3-1-nederlaag op bezoek bij US Lecce mocht hij invallen voor de geblesseerde Gianfranco Zola. Zijn eerste doelpunt voor Cagliari scoorde Pisano op 1 februari 2013. Tijdens een 2-4-overwinning op bezoek bij AS Roma maakte hij twintig minuten voor tijd de 1-4. Pisano speelde elf jaar achter elkaar met Cagliari in de Serie A. Het sportieve hoogtepunt in die tijd was een negende plaats in het seizoen 2008/09. Het dieptepunt kwam in Serie A 2014/15, toen hij met de club degradeerde naar de Serie B.
Pisano daalde niet mee af, maar tekende in augustus 2015 een contract tot medio 2017 bij Bolton Wanderers, de nummer achttien van de Championship in het voorgaande seizoen. Dat nam hem transfervrij over van Cagliari. In een half jaar tijd speelde de Italiaan drie wedstrijden en in de winterstop van het seizoen 2015/16 werd hij verhuurd aan Avellino. In de zomer van 2016 vertrok Pisano definitief, toen hij bij Olbia zijn handtekening zette onder een verbintenis voor één seizoen. Dit contract zou hierna nog verlengd worden tot 2018 en daarna tot medio 2020. Uiteindelijk zou hij tot medio 2022 voor Olbia blijven spelen. Daarna besloot hij de club te gaan verlaten. Hierop zette Pisano op zesendertigjarige leeftijd een punt achter zijn actieve loopbaan.